# Waldsteinia ternata
Waldsteinia ternata là loài thực vật có hoa trong họ Hoa hồng. Loài này được (Stephan) Fritsch miêu tả khoa học đầu tiên năm 1889.

## Hình ảnh

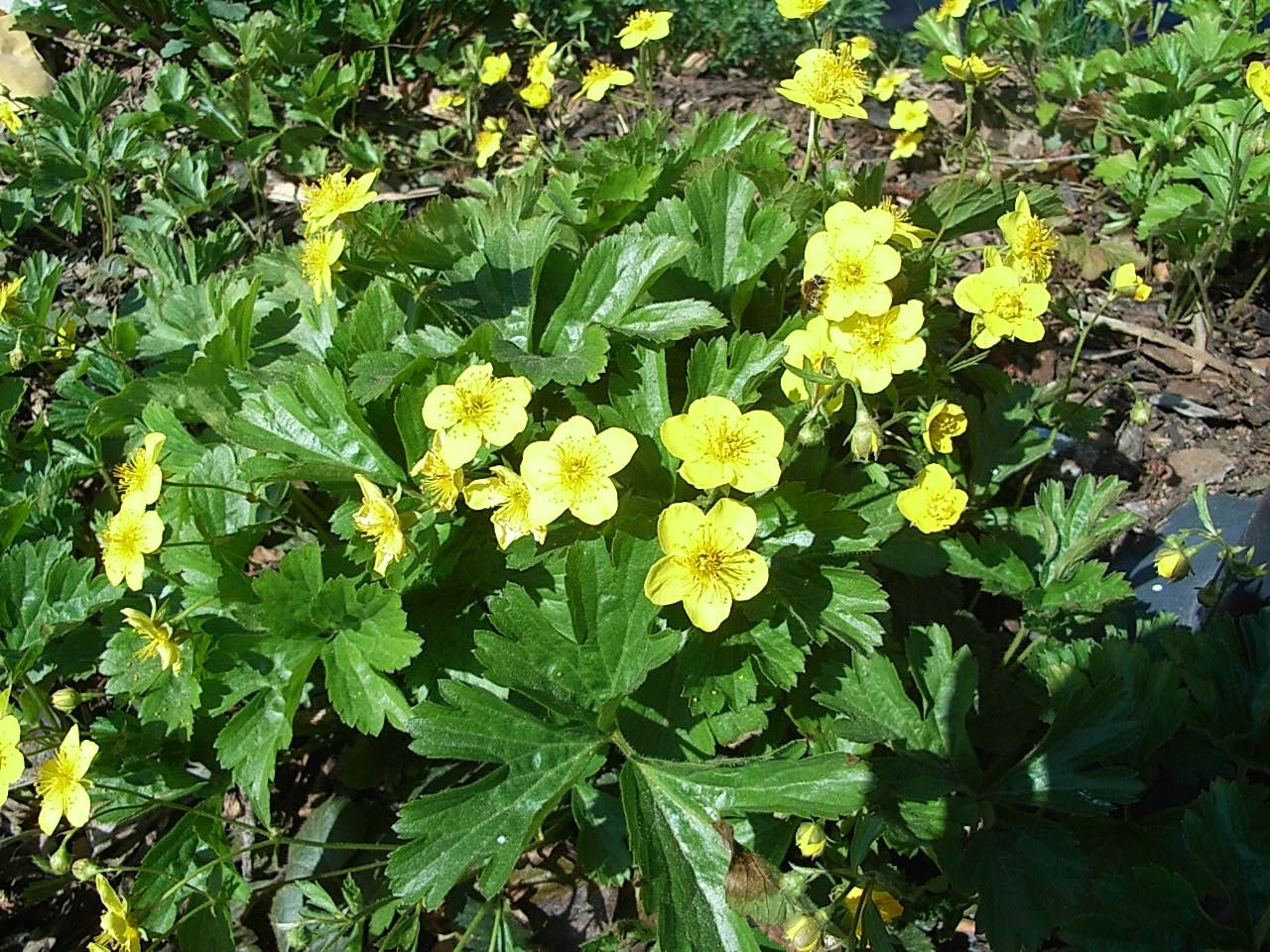
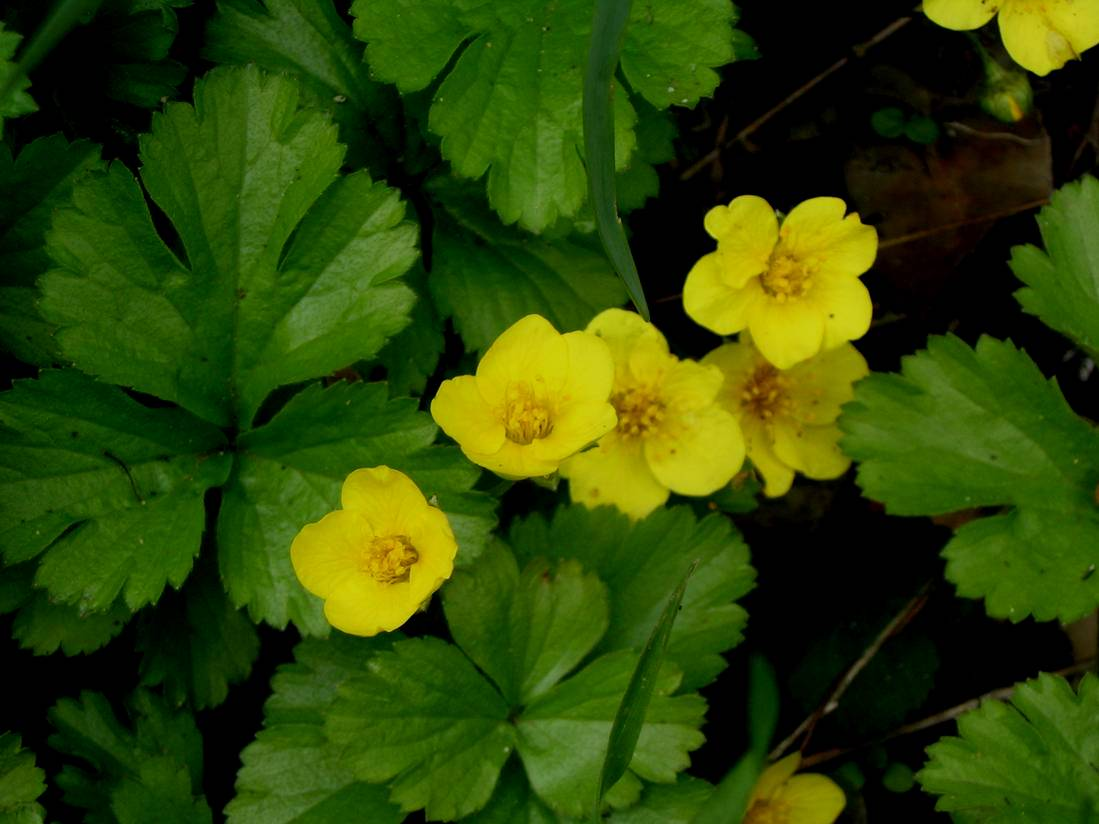
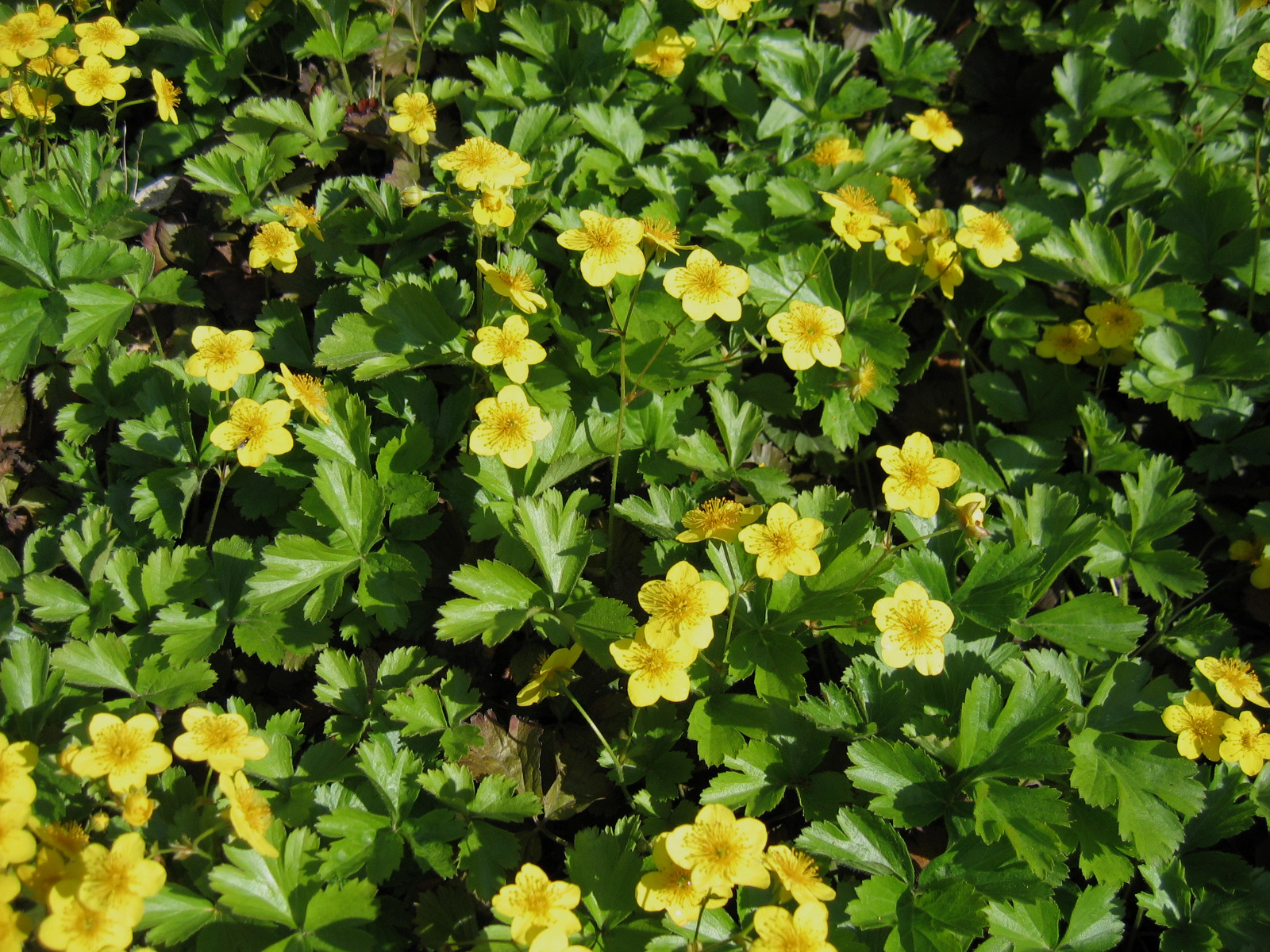
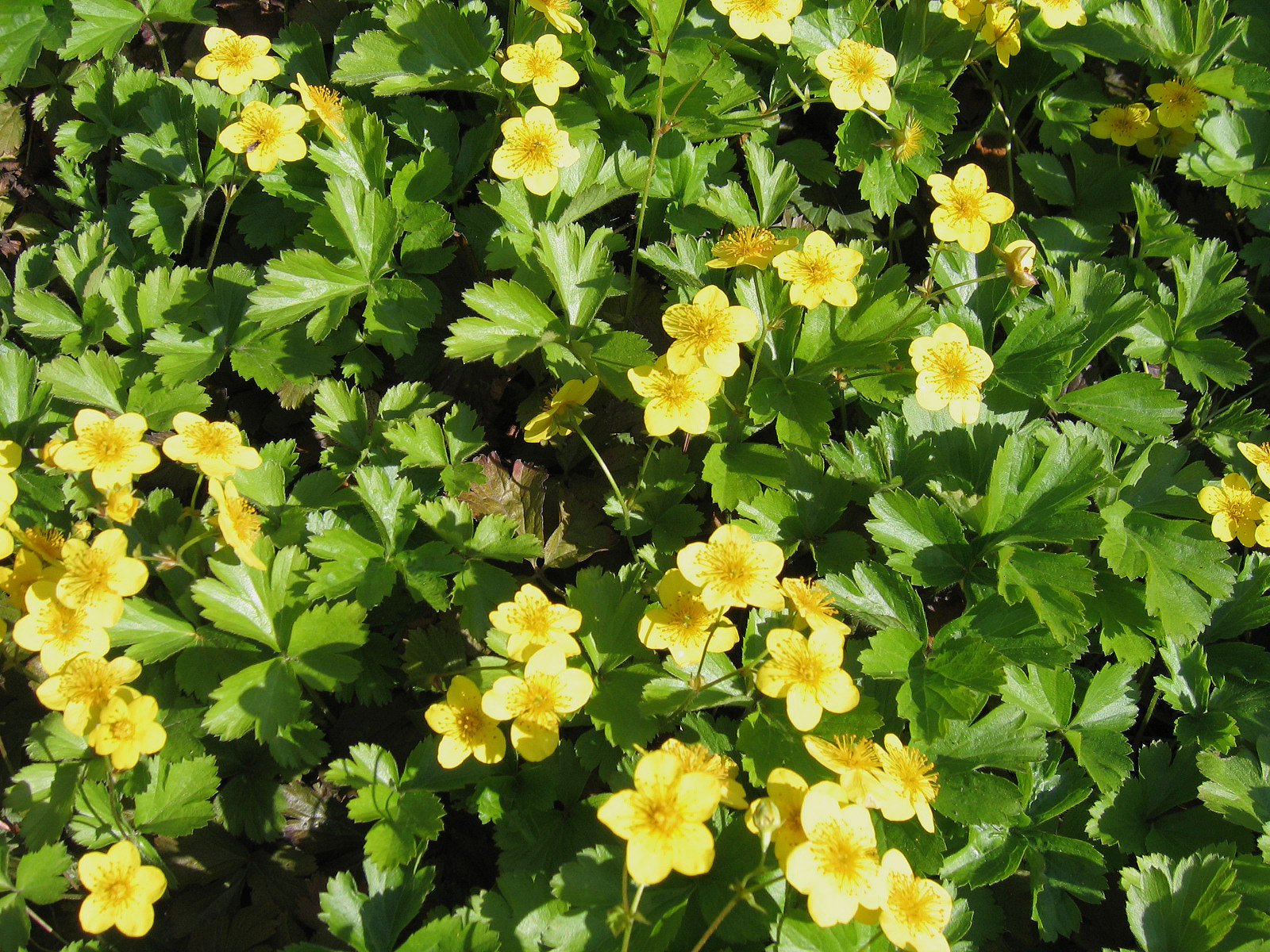